# Клермон Овернь
Монферранское спортивное общество «Клермон Овернь» (фр. ASM Clermont Auvergne, в прошлом фр. AS Montferrand) — французский регбийный клуб, базирующийся в Клермон-Ферране. Команда выступает в Топ 14 и турнирах под эгидой EPCR. Домашние матчи проводит на стадионе «Марсель-Мишлен», который вмещает чуть больше 19 тысяч человек. Традиционные цвета команды — жёлтый и синий, из-за чего во Франции клуб получил прозвище Les Jaunards, а в Европе — Жёлтая армия (англ. The Yellow Army).
Клуб был основан в 1911 году и в 1925 году попал в высший дивизион французской регбийной пирамиды, который с тех пор ни разу не покидал. В общей сложности команда 13 раз играла в финальных матчах чемпионата, только в двух из которых сумела одержать победу (в 2010 и 2017 годах). Кроме того «Клермон» — двукратный победитель Европейского кубка вызова (1999, 2007), и трёхкратный финалист Кубка европейских чемпионов (2013, 2015, 2017).

## Клуб
В 1911 году Марсель Мишлен (фр. Marcel Michelin) создает Спортивное общество Michelin. Общество включает три спортивные секции (в том числе секцию регби), и обладает несколькими спортивными площадками в квартале Монферран в городе Клермон-Ферран. В 1922 году, повинуясь рекомендации Союза французских обществ атлетического спорта, Спортивное общество Michelin меняет название и отныне именуется Монферрандским спортивным обществом (фр. l’Association Sportive Montferrandaise). В 2002 году под влиянием организации «Национальная лига регби» (орган управления клубов профессионального регби во Франции) Монферрандское спортивное общество создаёт акционерное общество ASM Rugby (Société Anonyme à Objet Sportif ASM Rugby). 99 % акций принадлежит Спортивному обществу Монферрана. Оно сохраняет прямое управление секции любительского регби — юношеского центра подготовки, школы регби и юниорской команды. В июле 2004-го, Монферрандское Спортивное общество превращает SAOS ASM Rugby в профессиональное спортивное акционерное общество «ASM Клермон Овернь» (фр. ASM Clermont Auvergne).
С лета 2006 года основная команда перешла под управление новозеландского тренера Верна Коттера (рунди Vern Cotter). Тренерский состав создаёт весьма дерзкий проект, основанный на наборе игроков международного размаха (Джон Смит, капитан «Спрингбокс» и чемпион мира-2007, Жюльен Боннер, прибывший в 2007 году из «Бургуэн-Жольё», а также южноафриканец Мариус Жубер (Marius Joubert), завербованный на место талисмана команды Тони Марша (Tony Marsh), завершившего карьеру в июне 2007 года), сохранении талантливых игроков в команде (Орельен Ружери, Пьер Миньони и Марио Ледема), обучении молодых талантов (Энтони Флош и Лоик Жаке) и, наконец, модернизации инфраструктуры, начиная с увеличения своего домашнего стадиона, спортивного комплекса «Марсель-Мишлен». Результаты не заставляют себя долго ждать. Так, с первого сезона, ASM выигрывает Европейский кубок вызова, играя в финале против английского «Бата» (22-16) и достигает финала французского Топ-14, который проигрывает парижскому «Стад Франсе» (23-18). Следующий сезон практически идеален как с точки зрения результатов (ASM заканчивает его во главе турнирной таблицы), так и с точки зрения игры. Но ASM уступает в финале против «Стад Тулузен» (26-20). В сезоне 2008/09 клермонцы снова прорываются в финал и проигрывают, но на этот раз каталонцам из команды «Перпиньян» (22-13), после блестящего сезона, в течение которого они шокировали болельщиков, уже три года подряд с наилучшей атакой в Топ-14, наилучшим постановщиком в лице Брока Джеймса и наилучшего реализующего Напольони Налага. Он записал в копилку команды 21 попытку в течение этого сезона, последняя из которых пришлась на финальный матч. Команда проиграла в десяти финальных матчах чемпионата Франции, сыграв в одиннадцати — это рекорд.
В сезоне 2012/13 клуб стал финалистом кубка Хейнекен. В финале «Клермон» уступил французской команде «Тулон» со счётом 15:16.

## Достижения
- Чемпионат Франции
  - Победитель (2): 2010, 2017
  - Финалист (12): 1936, 1937, 1970, 1978, 1994, 1999, 2001, 2007, 2008, 2009, 2015, 2019
- Кубок Хейнекен/Кубок европейских чемпионов
  - Финалист (3): 2013, 2015, 2017
- Европейский кубок вызова
  - Победитель (3): 1999, 2007, 2019
  - Финалист (1): 2004
- Второй дивизион чемпионата Франции
  - Победитель (1): 1925
- Шалёнж Ив дю Мануа
  - Победитель (3): 1938, 1976, 1986
  - Финалист (6): 1935, 1957, 1972, 1979, 1985, 1994
- Кубок Франции
  - Победитель (1): 2001
  - Финалист (2): 1945, 1947
- Шалёнж Арман Вакеран
  - Победитель (1): 2003

## Финальные матчи

### Чемпионат Франции
| Дата финала  | Победитель          | Счёт  | Финалист         | Стадион                      | Зрители |
| 10 мая 1936  | «Нарбонна»          | 6:3   | «Монферран»      | «Стад де Пон Жюмо», Тулуза   | 25 000  |
| 2 мая 1937   | «Вьенна»            | 13:7  | «Монферран»      | «Стад де Пон Жюмо», Тулуза   | 17 000  |
| 17 мая 1970  | «Ла Вульте Спортиф» | 3:0   | «Монферран»      | «Стадьом Мунисипаль», Тулуза | 35 000  |
| 28 мая 1978  | «Безье Эро»         | 31:9  | «Монферран»      | «Парк де Пренс», Париж       | 42 004  |
| 28 мая 1994  | «Тулуза»            | 22:16 | «Монферран»      | «Парк де Пренс», Париж       | 48 000  |
| 29 мая 1999  | «Тулуза»            | 15:11 | «Монферран»      | «Стад де Франс», Сен-Дени    | 78 000  |
| 9 июня 2001  | «Тулуза»            | 34:22 | «Монферран»      | «Стад де Франс», Сен-Дени    | 75 000  |
| 9 июня 2007  | «Стад Франсе»       | 23:18 | «Клермон Овернь» | «Стад де Франс», Сен-Дени    | 79 654  |
| 28 июня 2008 | «Тулуза»            | 26:20 | «Клермон Овернь» | «Стад де Франс», Сен-Дени    | 79 275  |
| 6 июня 2009  | «Перпиньян»         | 22:13 | «Клермон Овернь» | «Стад де Франс», Сен-Дени    | 79 205  |
| 29 мая 2010  | «Клермон Овернь»    | 19:6  | «Перпиньян»      | «Стад де Франс», Сен-Дени    | 79 262  |
| 13 июня 2015 | «Стад Франсе»       | 12:6  | «Клермон Овернь» | «Стад де Франс», Сен-Дени    | 78 783  |
| 4 июня 2017  | «Клермон Овернь»    | 22:16 | «Тулон»          | «Стад де Франс», Сен-Дени    | 79 771  |

### Шалёнж Ив дю Мануа
| Год  | Победитель  | Счёт     | Финалист    |
| 1935 | «Перпиньян» | 3:3, 6:0 | «Монферран» |
| 1938 | «Монферран» | 23:10    | «Перпиньян» |
| 1957 | «Дакс»      | 6:6      | «Монферран» |
| 1972 | «Безье Эро» | 27:6     | «Монферран» |
| 1976 | «Монферран» | 40:12    | «Гроле»     |
| 1979 | «Нарбонна»  | 9:7      | «Монферран» |
| 1985 | «Ницца»     | 21:16    | «Монферран» |
| 1986 | «Монферран» | 22:15    | «Гренобль»  |
| 1994 | «Перпиньян» | 18:3     | «Монферран» |

## Текущий состав
Заявка на сезон Топ-14 2019/2020. Жирным выделены игроки, заигранные за национальные сборные.

## Известные игроки
- Брок Джеймс[англ.]
- Пэт Ховард[англ.]
- Джон Улуджа[англ.]
- Алекс Кинг[англ.]
- Ричард Кокерилл
- Дэвид Стреттл[англ.]
- Брайан Эштон[англ.]
- Алехандро Кампос[англ.]
- Агустин Криви
- Марио Ледесма[англ.]
- Гонсало Лонго[англ.]
- Эрнан Сенильоза[англ.]
- Мартин Ссельцо[англ.]
- Патрисио Фернандес[фр.]
- Отар Гиоргадзе[англ.]
- Виктор Колелишвили[англ.]
- Годердзи Швелидзе[англ.]
- Пьер-Эммануль Гарсия[англ.]
- Гонсало Канале[англ.]
- Алессандро Тронкон[англ.]
- Джейми Кадмор
- Камерон Пирс[англ.]
- Сэм Брумхолл[англ.]
- Майк Делейни[англ.]
- Зак Гилдфорд
- Джо Карам[англ.]
- Реган Кинг[англ.]
- Сионе Лауаки
- Кевин Сенио[англ.]
- Ситивени Сививату[англ.]
- Бенсон Стэнли[англ.]
- Жюльен Барди
- Тасеса Лавеа[англ.]
- Ти’и Пауло[англ.]
- Джордж Писи[англ.]
- Джон Сенио[англ.]
- Гэвин Уильямс[англ.]
- Кевин Далзелл
- Сети Киоле[англ.]
- Джонни Нгауамо[англ.]
- Ли Бёрн
- Аарон Джарвис[англ.]
- Стивен Джонс[англ.]
- Джонатан Дэвис
- Мишель Симутога
- Серемайя Баи[англ.]
- Вилимони Деласау
- Кини Муримуривалу[англ.]
- Наполиони Налага
- Оливье Азам[англ.]
- Давид Аттуб[англ.]
- Бенуа Баби[англ.]
- Максанс Баржо
- Жюльен Боннер
- Давид Бори[англ.]
- Оливье Брузе
- Жан-Марселлин Буттан[англ.]
- Элвис Вермейлен[англ.]
- Пьер Вигуро[англ.]
- Себастьен Вьяр
- Алессио Галассо[англ.]
- Лоан Гужон[англ.]
- Кевин Гурдон[англ.]
- Венсан Дебати[англ.]
- Тома Доминго[англ.]
- Мишель Друакур[англ.]
- Андре Дюбертран
- Лоик Жаке[англ.]
- Камиль Жирондо
- Кристоф Жюйе[англ.]
- Бенуа Кабелло[англ.]
- Бенжамен Кайзер
- Стефан Кастаньед
- Франк Комба[англ.]
- Арно Кост[англ.]
- Тьерри Лакрамп[англ.]
- Реми Ламера[англ.]
- Жан-Марк Лерме
- Жюльен Мальзьё[англ.]
- Оливье Мань[англ.]
- Джимми Марлу
- Филипп Марокко
- Тони Марш
- Жеральд Мерсерон
- Оливье Мерль[англ.]
- Джеффруа Мессина[англ.]
- Пьер Миньони[англ.]
- Арно Миньярди[англ.]
- Ноа Накаитаcи[англ.]
- Александр Никуэ
- Александр Одебер[англ.]
- Лоран Пардо[англ.]
- Александр Пеклие[англ.]
- Адриен Планте[англ.]
- Тибо Прива[англ.]
- Лука Пуантю[англ.]
- Луи Пуэк[англ.]
- Жюльен Пьер[англ.]
- Людовик Радосавлевич[англ.]
- Клеман Рик[англ.]
- Лоран Родригес[англ.]
- Жан-Пьер Ромо[англ.]
- Жак Ружери[англ.]
- Орельен Ружери[англ.]
- Кристоф Самсон[англ.]
- Рафаэль Сан-Андре
- Филипп Сан-Андре
- Атила Сетар[англ.]
- Давид Скрела[англ.]
- Скотт Спеддинг
- Седрик Сулетт
- Жером Тион[англ.]
- Ромен Таофифенуа[англ.]
- Этьен Фальгу
- Лионель Фор[англ.]
- Антони Флош[англ.]
- Рафаэль Шаналь
- Рафаэль Шом
- Дамьен Шули
- Лоран Эммануэли[англ.]
- Пол Бёрнелл[англ.]
- Джейсон Уайт[англ.]
- Натан Хайнс[англ.]
- Ян Махачек
- Сельборн Бум[англ.]
- Герхард Вослоо[англ.]
- Мариус Жубер[англ.]
- Флип ван дер Мерве[англ.]
- Брейтон Паульсе[англ.]
- Брент Рассел[англ.]
- Джон Смит[англ.]